# Meister des Bargello-Tondo

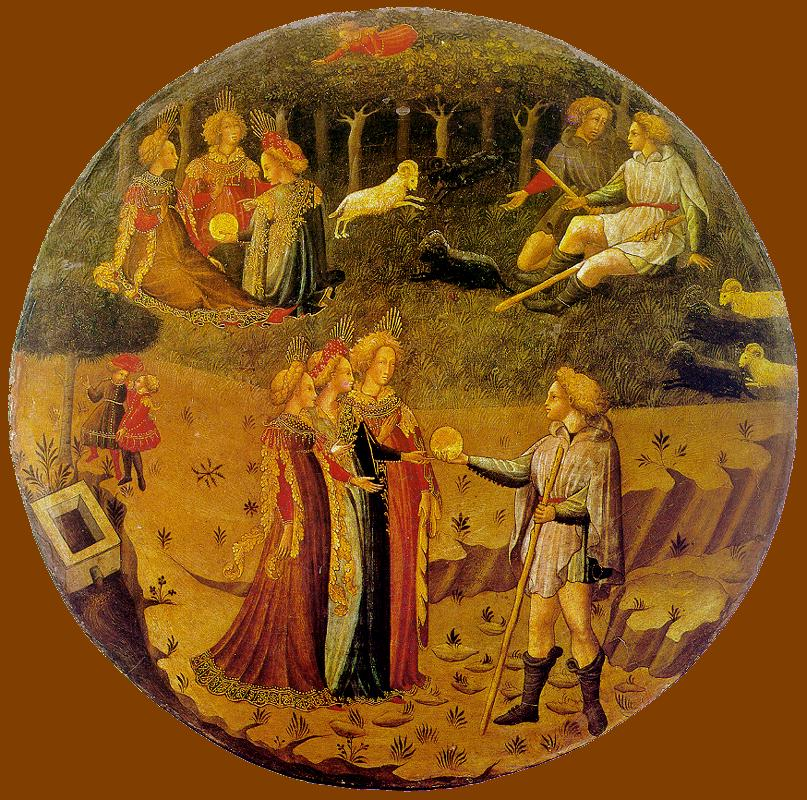
Bargello-Tondo

Als Meister des Bargello-Tondo oder Meister des Urteil des Paris im Bargello wird ein in Florenz wohl zwischen 1400 und 1450 tätiger Maler der italienischen Frührenaissance bezeichnet.
Der namentlich nicht bekannte Künstler erhielt seinen Notnamen nach dem von ihm bemalten Desco da parto, einer Wöchnerinnenschüssel, die im Museo Nazionale del Bargello in Florenz aufbewahrt wird. Darauf zeigt ein Rundbild (ital. Tondo) das Urteil des Paris. Das in der italienischen Frührenaissance beliebte mythologische Thema zur Kontemplation „über die Folgen triebhaften Lebens“ war „passendes Thema für diesen Geburtsteller … im Florentiner Bargello“. Der Meister des Bargello-Tondo hat weitere solcher wertvoller Gefäße bemalt, die als Geschenke unter reichen Patrizierfamilien gegeben wurden. In ihnen wurde Frauen nach der Geburt ihres Kindes nahrhafte Speisen zur Stärkung gebracht.
Da das bekannte Tondo in der der Stadt Florenz durch Louis Carrand übergebenen Sammlung enthalten ist, wird der Meister des Bargello-Tondo auch manchmal mit Meister des Carrand Tondo benannt.

## Werke (Auswahl)
Dem Meister des Bargello-Tondo wird eine große Werkliste zugeschrieben, nachdem bereits 1910 die Erstellung eines Werkkataloges  begonnen und sein Stil dem des Florentinischen Malers Francesco Pesellino (1422–1457) gleichgestellt wurde.
- deschi da parto
  - Urteil des Paris. Collection Carrand, Museo Nazionale del Bargello, Florenz
  - Junger Jäger auf der Falkenjagd. Musée du Petit Palais, Avignon[8]
  - Raub der Helena, Privatbesitz
  - Susanna und die Alten. Serristori Collection, Florenz[9]

- Andere Werke (Gemälde auf Holz)
  - Hl. Sebastian (unter dem segnenden Christus). Musée du Petit Palais, Avignon
  - Madonna mit Kind. Los Angeles County Museum (LACMA Inv. Nr. 47.11.1)
  - Madonna mit Kind und Heiligen, Szenen aus dem Marienleben. Fogg Art Museum, Cambridge, Massachusetts[10]
  - Musizierende Engel. Nelson-Atkins Museum of Art, Kansas City[9]
  - Verkündigung. Fogg Art Museum, Cambridge, Massachusetts[9]